# Істпорт (Нью-Йорк)
Істпорт (англ. Eastport) — переписна місцевість (CDP) в США, в окрузі Саффолк штату Нью-Йорк. Населення — 2219 осіб (2020).

## Географія
Істпорт розташований за координатами 40°50′28″ пн. ш. 72°43′32″ зх. д. / 40.84111° пн. ш. 72.72556° зх. д. (40.841007, -72.725654).  За даними Бюро перепису населення США в 2010 році переписна місцевість мала площу 13,96 км², з яких 13,62 км² — суходіл та 0,34 км² — водойми.

## Демографія
Згідно з переписом 2010 року, у переписній місцевості мешкала 1831 особа в 702 домогосподарствах у складі 514 родин. Густота населення становила 131 особа/км².  Було 865 помешкань (62/км²).
Расовий склад населення:
| - 94,3 % — білих - 1,4 % — чорних або афроамериканців - 0,6 % — азіатів - 2,6 % — осіб інших рас |

До двох чи більше рас належало 1,1 %. Частка іспаномовних становила 8,7 % від усіх жителів.
За віковим діапазоном населення розподілялося таким чином: 21,5 % — особи молодші 18 років, 60,3 % — особи у віці 18—64 років, 18,2 % — особи у віці 65 років та старші. Медіана віку мешканця становила 44,4 року. На 100 осіб жіночої статі у переписній місцевості припадало 99,2 чоловіків;  на 100 жінок у віці від 18 років та старших — 94,1 чоловіків також старших 18 років.
Середній дохід на одне домашнє господарство  становив 105 883 долари США (медіана — 100 521), а середній дохід на одну сім'ю — 115 088 доларів (медіана — 110 179). Медіана доходів становила 71 417 доларів для чоловіків та 56 923 долари для жінок. За межею бідності перебувало 6,8 % осіб, у тому числі 3,3 % дітей у віці до 18 років та 0,0 % осіб у віці 65 років та старших.
Цивільне працевлаштоване населення становило 954 особи. Основні галузі зайнятості: освіта, охорона здоров'я та соціальна допомога — 22,1 %, будівництво — 14,8 %, мистецтво, розваги та відпочинок — 13,3 %.